# Ursula Lingen
Ursula Lingen (ur. 9 lutego 1928 w Berlinie, zm. 20 października 2014) – niemieckojęzyczna aktorka teatralna i filmowa, córka Theo Lingena i Marianne Zoff, przyrodnia siostra Hanne Hiob.

## Życiorys
Ursula Lingen znana jest przede wszystkim z ról w serialach kryminalnych lat 70.: „Der Kommissar”, „Tatort”, „Derrick” oraz „Der Alte”. Grała ponadto w teatrach: berlińskich Theater am Kurfürstendamm, Renaissancetheater oraz Schillertheater; Thalia-Theater w Hamburgu, Bayerisches Staatsschauspiel w Monachium, Münchner Kammerspiele; wiedeńskich Volkstheater oraz Theater in der Josefstadt. Wyszła za mąż za aktora i reżysera Kurta Meisela. Pierwszą rolę zagrała w 1947/1948 w komedii „Hin und her” (premiera w Niemczech w 1951 pod tytułem „Der Wind hat meine Existenz verweht”). W 1990 została przyjęta do Freie Akademie der Künste Hamburg.